# Maniraptoromorpha

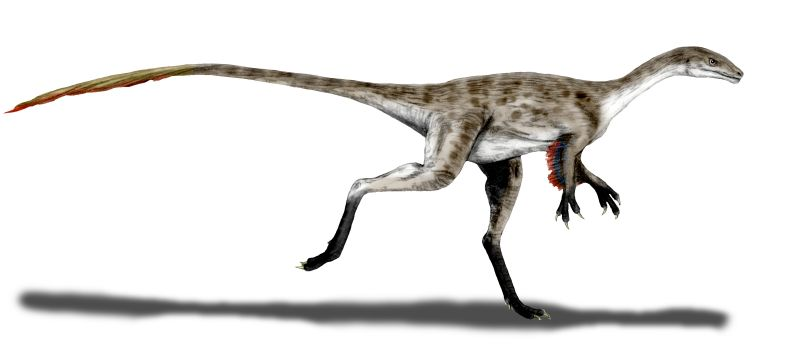
Rekonstrukce druhu Coelurus fragilis, zástupce kladu.

Maniraptoromorpha ("mající tvar maniraptorů") je velký klad, tedy vývojová skupina, célurosaurních teropodních dinosaurů. První dosud známí maniraptoromorfové se objevili v období střední jury (asi před 170 miliony let) a v podobě ptáků přežívají dodnes.

## Klasifikace

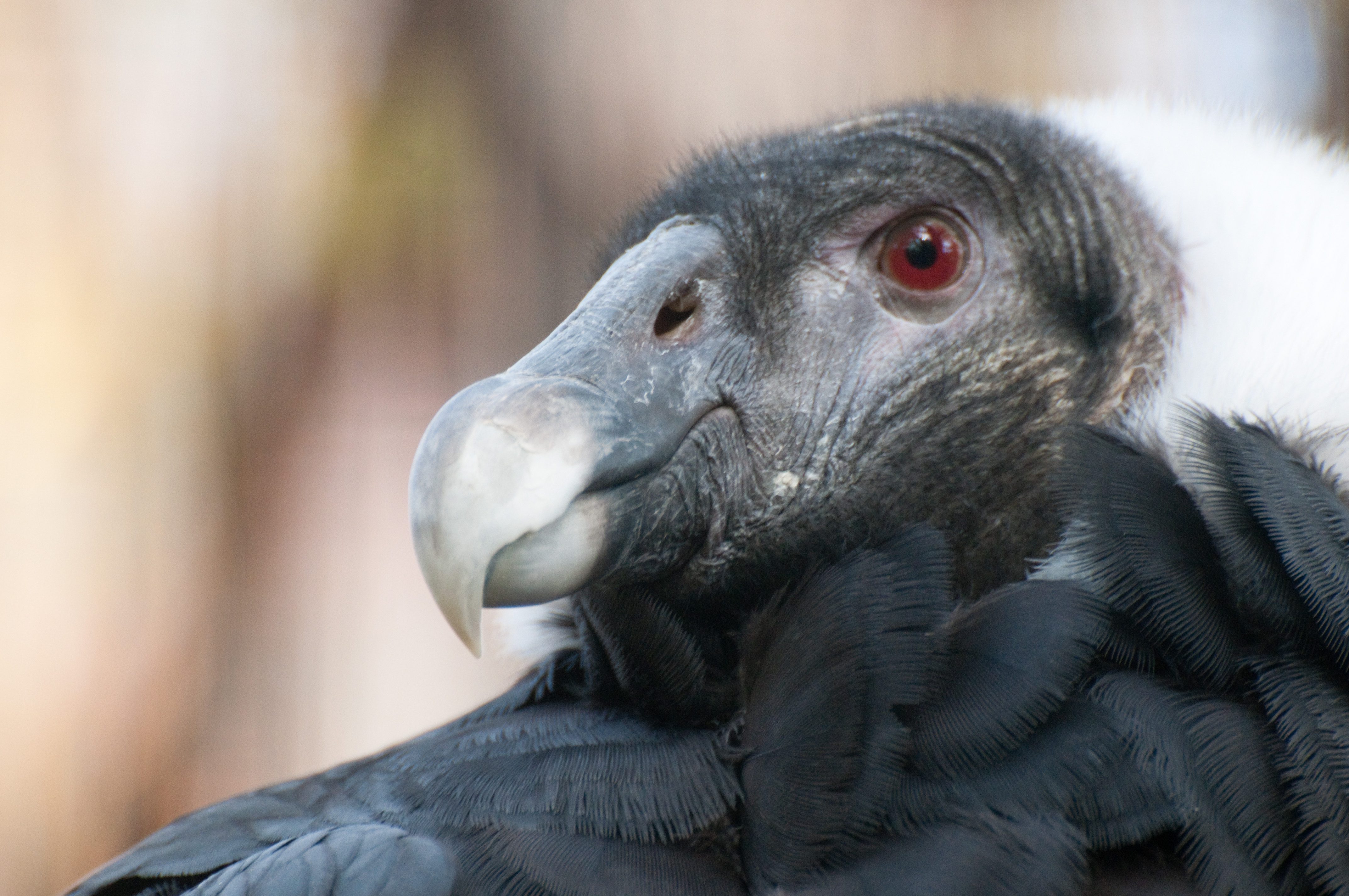
Dospělá samička kondora andského, recentního zástupce kladu.

Klad definoval v roce 2018 italský badatel Andrea Cau, který jím označil skupinu, zahrnující rody Ornitholestes, Coelurus a zejména pak skupinu Maniraptoriformes. Přesná definice zní: "Nejvíce inkluzivní klad, zahrnující druh Vultur gryphus (kondor andský), nikoliv ale Tyrannosaurus rex.
Společné odvozené znaky (synapomorfie) zástupců této skupiny se nacházejí zejména na jejich obratlích, pánevních kostech a některých kostech předních i zadních končetin.